# 直接行动 (法国)
直接行动（法語：action directe，[ak.sjɔ̃ di.ʁɛkt]; AD）是一个在反佛朗哥斗争和自治主义运动中诞生的法国极左翼武装组织，在1979-1987年间发动一系列暴力行动。该组织成员自视为组成“城市游击战组织”的自由共产主义者。法国政府封禁了该组织。直接行动在活动期杀死12人，伤26人。它和意大利红色旅、德国红军派、意大利前线、法国争取人民自治武装核心、比利时共产主义战斗细胞、黎巴嫩武装革命派、爱尔兰民族解放军等组织有联系。

## 伊丽莎白·凡·戴克指挥部
伊丽莎白·凡·戴克指挥部是直接行动的一个分支，在1985年1月25日刺杀法国将军雷内·奥德兰。奥德兰是法国国防部的高级官员、法国装备总局国际事务处处长。该组织的名字是为了纪念德国红军派成员伊丽莎白·凡·戴克。
指挥部是在直接行动和红军派的合作下成立的，组织方面的工作似乎是由直接行动负责的。两个组织都在本国积极行动来实现政治自由的目标。这种斗争不局限于一国之内，而是追求“世界无产阶级的政治自由”。
指挥部的唯一一场行动即是对雷内·奥德兰的刺杀，并通过信件承认了是其所为。成员们在信中解释说，他们杀害奥德兰是因为他是法国对外军售的负责人，他们认为他的“军事和经济职能是帝国主义战略计划的核心”。所谓的计划是直接行动和红军派相信北约支持欧洲国家企图将世界同质化为资本主义文化的目标，并且随着这一目标的进程，上层阶级和工人阶级的阶级分化会日益扩大。

## 逮捕
1981年12月，直接行动成员拉胡阿里·本切尔，也称为法里德，因伪造旅行支票而在芬兰赫尔辛基被捕，旅行支票是该组织的重要收入来源。1982 年 1 月，他在芬兰安全情报局拘留期间上吊自杀。组织不相信本切拉尔自杀，他们以他的名字命名了一个直接行动小组。
法国一些极左翼组织仍在举行活动，呼吁释放被囚禁的直接行动成员。2007 年 12 月，让-马克·鲁扬被允许以“半自由”状态出狱。2008 年 9 月，由于他在接受一家法国周刊采访时宣称“我仍然相信在革命过程中的某些时刻，武装斗争是必要的”，巴黎一家法院要求撤销这一命令
。